# 磯龍捲

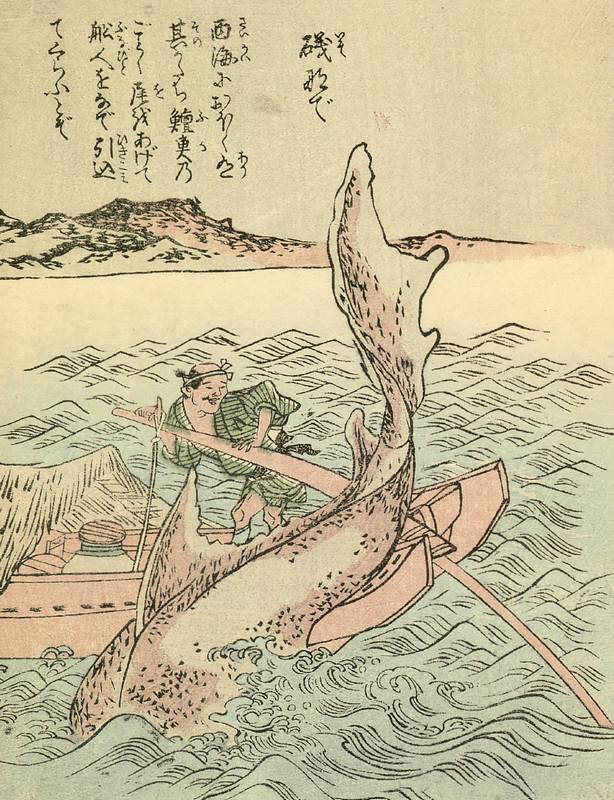
《絵本百物語》，「磯龍捲」，竹原春泉畫

磯龍捲（磯撫で，いそなで）是傳說生活在肥前松浦的西日本近海的怪魚。江戶時代的怪談集《絵本百物語》對其有所記載。古書『本草異考』中稱之為巨口鰐（おおぐちわに）。

## 概要
其外觀如同鯊魚，有無數如同細鉤般的尾巴。
每當海面上刮強烈的北風的日子，磯龍捲就會在近海襲擊漁船。它會巧妙的像龍捲般從水中躍出襲擊漁船。，被襲擊的人很難看清它的姿態。它會用尾部的細鉤將人拖入海吃掉。。按照當地乘船之人的說法，如果海面變色則為時已晚，這時感到的風即是磯龍捲的尾部浮出海面所捲起的旋風。磯龍捲會在頃刻之間出現，用它的尾部捕食。。
具有諷刺意味的是，磯龍捲對人的捕食也如同人類釣魚般，使用釣的手法。。
「磯龍捲」的名字由來，是由於其尾部襲擊人的樣子如同龍捲風。。
三重縣熊野市如果海邊有溺死事件，則有「磯龍捲又興風作浪」的說法。。
妖怪研究家多田克己推測，磯龍捲並非虛構，而是當時人們對虎鯨錯誤認識。對於磯龍捲尾鉤，多田克己認為可能是日本人將室町時代由日本通過中國和東南亞貿易而從東南亞引進的具有背部和尾部突起的特殊構造的灣鱷的形象進行變異而產生的。。

## 同種的怪魚
影鰐（かげわに）
島根縣邇摩郡溫泉津町（現在的大田市）地區傳說中的怪魚。。它是出雲地方的海中棲息的怪魚，傳說在海面下吞噬水手的影子，被奪去影子的人必死無疑。。
如果被吃掉影子的船夫反擊殺死影鰐，則就算在陸地上行走，也會被從地下突然射出的影鰐的骨頭刺死。。

## 腳註
1. 1 2 3 4 5  多田克己『幻想世界の住人たちIV日本編』新紀元社、1990年、149頁。ISBN 4-915-14644-8。
2. 1 2 3 4 5  水木しげる『妖鬼化5東北・九州編』Softgarage、2004年、79頁。ISBN 4-861-33027-0。
3. 1 2 3  村上健司編著《妖怪事典》毎日新聞社、2000年、35-36頁。ISBN 4-620-31428-5。
4. ↑  民俗採訪通巻昭和34年度號三重県熊野市荒坂地區ほか （页面存档备份，存于）（YoukaiDB2/index.html怪異・妖怪伝承データベース （页面存档备份，存于）內）2008年6月17日閲覧
5. 1 2  多田克己編『竹原春泉絵本百物語-桃山人夜話-』國書刊行會、1997年、126-127頁。ISBN 4-336-03948-8
6. ↑  过去，在日本，「鳄(わに)」也指鲨鱼。「隠岐国産物絵図註書 （页面存档备份，存于）」「学研全訳古語辞典 （页面存档备份，存于）」
7. ↑  『妖怪事典』100頁。
8. ↑  郷土研究7巻4號影わに-犬神・牛鬼・河童 （页面存档备份，存于）
（怪異・妖怪伝承データベース內）2008年6月17日閲覧